# Rhomphaea velhaensis
Rhomphaea velhaensis là một loài nhện trong họ Theridiidae.
Loài này thuộc chi Rhomphaea. Rhomphaea velhaensis được miêu tả năm 1996 bởi José Valentín Herrera González & Carmen.